# ゼキ・チェリク
メフメト・ゼキ・チェリク（'Mehmet Zeki Çelik  ,  1997年2月17日 - ）は、トルコ・ブルサ県エルドゥルム出身のサッカー選手。ASローマ所属。ポジションはDF。

## クラブ経歴
2009年に地元のブルサスポルのユースアカデミーに入団。2015年にトップチームに昇格するも2015-16シーズンはカラカベイ・ビルリクスポルでプレー。更に2016年から2年間はイスタンブールスポルでローン移籍でプレーした。
2018年7月8日、リールと5年契約を締結。加入1年目の2018-19シーズンは34試合1得点を記録し、リーグ2位に貢献した。
2022年7月5日、ASローマと2026年6月30日までの契約を結んだ。

## 代表経歴
2012年からユース世代のトルコ代表に選出され、2018年6月にフル代表初選出。同月5日のロシア戦で、代表戦初出場を果たした。

## タイトル
LOSCリール
- リーグ・アン 2020-21